# 田光町
田光町（たこうちょう）は、愛知県名古屋市瑞穂区の地名。現行行政地名は田光町1丁目から田光町3丁目。住居表示未実施地域。

## 地理
名古屋市瑞穂区西部に位置する。東は津賀田町、西は堀田通、南は下坂町・白龍町、北は上坂町・大喜町に接する。

## 歴史

### 地名の由来
瑞穂町の旧字田光による。字名は、『日本書紀』に記述のある「田光（田子）稲置」が開いたとされる荘園の名称、「田光荘」に由来するという。この田光荘は現在の当地から白龍町・大喜町の一帯に相当するという。

### 沿革
- 1945年（昭和20年）9月26日 - 瑞穂区瑞穂町字カシ揚・上坂・柚ノ木・城ノ腰・田光・鳥喰・六平・西津賀田の各一部により、同区田光町1〜3丁目として成立[1]。

## 世帯数と人口
2019年（平成31年）3月1日現在の世帯数と人口は以下の通りである。
| 町丁   | 世帯数  | 人口  |
| ------ | ------- | ----- |
| 田光町 | 345世帯 | 716人 |

### 人口の変遷
国勢調査による人口の推移
| 1950年（昭和25年） | 857人   | [ 9 ]  |  |
| 1955年（昭和30年） | 1,212人 | [ 9 ]  |  |
| 1960年（昭和35年） | 1,411人 | [ 10 ] |  |
| 1965年（昭和40年） | 1,503人 | [ 10 ] |  |
| 1970年（昭和45年） | 1,292人 | [ 11 ] |  |
| 1975年（昭和50年） | 1,156人 | [ 11 ] |  |
| 1980年（昭和55年） | 1,111人 | [ 12 ] |  |
| 1985年（昭和60年） | 1,049人 | [ 12 ] |  |
| 1990年（平成2年）  | 894人   | [ 13 ] |  |
| 1995年（平成7年）  | 868人   | [ 14 ] |  |
| 2000年（平成12年） | 783人   | [ 15 ] |  |
| 2005年（平成17年） | 740人   | [ 16 ] |  |
| 2010年（平成22年） | 764人   | [ 17 ] |  |

## 学区
市立小・中学校に通う場合、学校等は以下の通りとなる。また、公立高等学校に通う場合の学区は以下の通りとなる。なお、小・中学校は学校選択制度を導入しておらず、番毎で各学校に指定されている。
| 丁目        | 小学校                                    | 中学校                                      | 高等学校 |
| ----------- | ----------------------------------------- | ------------------------------------------- | -------- |
| 田光町1丁目 | 名古屋市立堀田小学校                      | 名古屋市立田光中学校                        | 尾張学区 |
| 田光町2丁目 | 名古屋市立堀田小学校 名古屋市立瑞穂小学校 | 名古屋市立田光中学校 名古屋市立津賀田中学校 | 尾張学区 |
| 田光町3丁目 | 名古屋市立瑞穂小学校                      | 名古屋市立津賀田中学校                      | 尾張学区 |

## 施設
- 名古屋市営田光荘[7]北緯35度7分27.8秒 東経136度55分38.4秒 / 北緯35.124389度 東経136.927333度

## 史蹟
- 欠上貝塚[7]
- 田光遺跡[7]

## その他

### 日本郵便
- 郵便番号 : 467-0828[4]（集配局：瑞穂郵便局[20]）。